# Pfälzische G 1.I
Die Dampflokomotiven der pfälzischen Gattung G 1I waren Güterzuglokomotiven der Pfälzischen Eisenbahnen.

## Beschreibung
Diese Maschinen waren die ersten von Maffei hergestellten gekuppelten Maschinen der Bauart Hall. Zudem hatten sie eine Exzenterkurbel der Bauart Hall. Diese lag teils außen, teils innen, eine Besonderheit, die bei Fahrzeugen in Bayern und in der Pfalz vorkam. Der Kessel war vollständig domlos mit halbrundem, überstehendem Stehkessel. Sie waren mit Schlepptendern der Bauart 3 T 6 ausgestattet.